# الكلية العسكرية الوطنية الأرجنتينية
الكلية العسكرية الوطنية الأرجنتينية (بالإنجليزية: Colegio Militar de la Nación)‏ هي مدرسة عسكرية، ومدرسة عسكرية، تأسست في 1869، في الأرجنتين.